# Idrottsföreningen Kamraterna, Helsingfors 2017 (calcio)

## Stagione
Nella stagione 2017 l'HIFK ha disputato la Veikkausliiga, massima serie del campionato finlandese di calcio, terminando il torneo all'undicesimo posto con 29 punti conquistati in 33 giornate, frutto di 6 vittorie, 11 pareggi e 16 sconfitte, venendo così ammesso allo spareggio promozione/retrocessione contro l'Honka, secondo classificato in Ykkönen. Dopo aver pareggiato a reti inviolate in trasferta, l'HIFK ha pareggiato anche la gara di ritorno in casa, venendo così retrocesso in Ykkönen per la regola dei gol in trasferta. In Suomen Cup è sceso in campo a partire dal sesto turno, venendo subito eliminato avendo chiuso la fase a gironi come quarto classificato nel girone C.

## Organico

### Rosa
| N. |                      | Ruolo | Calciatore           |
| -- | -------------------- | ----- | -------------------- |
| 1  | Finlandia (bandiera) | P     | Tomi Maanoja         |
| 2  | Finlandia (bandiera) | D     | Nosh A Lody          |
| 3  | Finlandia (bandiera) | D     | Pauli Kuusijärvi     |
| 4  | Finlandia (bandiera) | D     | Tommi Vesala         |
| 5  | Finlandia (bandiera) | D     | Tuukka Andberg       |
| 6  | Kosovo (bandiera)    | C     | Xhevdet Gela         |
| 7  | Finlandia (bandiera) | C     | Daniel Rantanen      |
| 8  | Finlandia (bandiera) | C     | Jukka Halme          |
| 9  | Finlandia (bandiera) | A     | Pekka Sihvola        |
| 10 | Finlandia (bandiera) | A     | Juho Mäkelä          |
| 11 | Finlandia (bandiera) | C     | Otto-Pekka Jurvainen |
| 12 | Finlandia (bandiera) | D     | Tuomas Aho           |
| 13 | Finlandia (bandiera) | C     | Esa Terävä           |
| 15 | Finlandia (bandiera) | D     | Kim Raimi            |
| 16 | Finlandia (bandiera) | A     | Antti Ulmanen        |
| 17 | Finlandia (bandiera) | D     | Jani Bäckman         |

| N. |                      | Ruolo | Calciatore           |
| -- | -------------------- | ----- | -------------------- |
| 18 | Finlandia (bandiera) | D     | Matias Hänninen      |
| 19 | Finlandia (bandiera) | C     | Aleksi Ristola       |
| 20 | Finlandia (bandiera) | C     | Tommi Jyry           |
| 21 | Finlandia (bandiera) | C     | Eero Hyökyvirta      |
| 22 | Finlandia (bandiera) | C     | Fredrik Lassas       |
| 23 | Finlandia (bandiera) | C     | Mika Väyrynen        |
| 25 | Finlandia (bandiera) | P     | Jere Piirainen       |
| 27 | Finlandia (bandiera) | D     | Nnaemeka Anyamele    |
| 28 | Finlandia (bandiera) | D     | Kristian Heinolainen |
| 29 | Finlandia (bandiera) | D     | Joonas Salmi         |
| 30 | Finlandia (bandiera) | A     | Abaas Ismail         |
| 31 | Finlandia (bandiera) | A     | Nikolas Saira        |
| 71 | Finlandia (bandiera) | P     | Carljohan Eriksson   |
| 99 | Finlandia (bandiera) | A     | Mikael Forssell      |
|    | Finlandia (bandiera) | P     | Tomi Mikkelsson      |

## Risultati

### Veikkausliiga

#### Spareggio promozione/retrocessione
| Espoo 1º novembre 2017, ore 17:30 CET Andata | Honka              | 0 – 0 referto | HIFK | Tapiolan urheilupuisto (2 674 spett.)\| Arbitro: \| Mattias Gestranius \| |
| Arbitro:                                     | Mattias Gestranius |               |      |                                                                           |

| Arbitro: | Antti Munukka |

|               |           |            |
| Sihvola 90+4’ | Marcatori | 28’ Äijälä |

## Statistiche

### Statistiche di squadra
| Competizione       | Punti | In casa | In casa | In casa | In casa | In casa | In casa | In trasferta | In trasferta | In trasferta | In trasferta | In trasferta | In trasferta | Totale | Totale | Totale | Totale | Totale | Totale | DR  |
| Competizione       | Punti | G       | V       | N       | P       | Gf      | Gs      | G            | V            | N            | P            | Gf           | Gs           | G      | V      | N      | P      | Gf     | Gs     | DR  |
| ------------------ | ----- | ------- | ------- | ------- | ------- | ------- | ------- | ------------ | ------------ | ------------ | ------------ | ------------ | ------------ | ------ | ------ | ------ | ------ | ------ | ------ | --- |
| Veikkausliiga      | 29    | 16      | 4       | 6       | 6       | 14      | 18      | 17           | 2            | 5            | 10           | 23           | 36           | 33     | 6      | 11     | 16     | 37     | 54     | -17 |
| spareggio salvezza | -     | 1       | 0       | 1       | 0       | 1       | 1       | 1            | 0            | 1            | 0            | 0            | 0            | 2      | 0      | 2      | 0      | 1      | 1      | 0   |
| Suomen Cup         | -     | 2       | 1       | 0       | 1       | 3       | 2       | 3            | 0            | 1            | 2            | 2            | 9            | 5      | 1      | 1      | 3      | 5      | 11     | -6  |
| Totale             | -     | 19      | 5       | 7       | 7       | 18      | 21      | 21           | 2            | 7            | 12           | 25           | 45           | 40     | 7      | 14     | 19     | 43     | 66     | -23 |